# Josef Vietze
Josef Vietze, né le 26 septembre 1902 à Horní Podluží et mort le 24 octobre 1988, est un peintre allemand.

## Biographie
Josef Vietze naît le 26 septembre 1902 à Horní Podluží. Il fréquente l'Académie des beaux-arts de Prague, la ville où il devait s'installer plus tard.
Il meurt le 24 octobre 1988.